# Heterodrilus scitus
Heterodrilus scitus är en ringmaskart som beskrevs av Erséus 1981. Heterodrilus scitus ingår i släktet Heterodrilus och familjen glattmaskar. Inga underarter finns listade i Catalogue of Life.